# La Chaise-Dieu

La Chaise-Dieu este o comună în departamentul Haute-Loire, Franța. În 2009 avea o populație de 730 de locuitori.